# ハイベニギリ

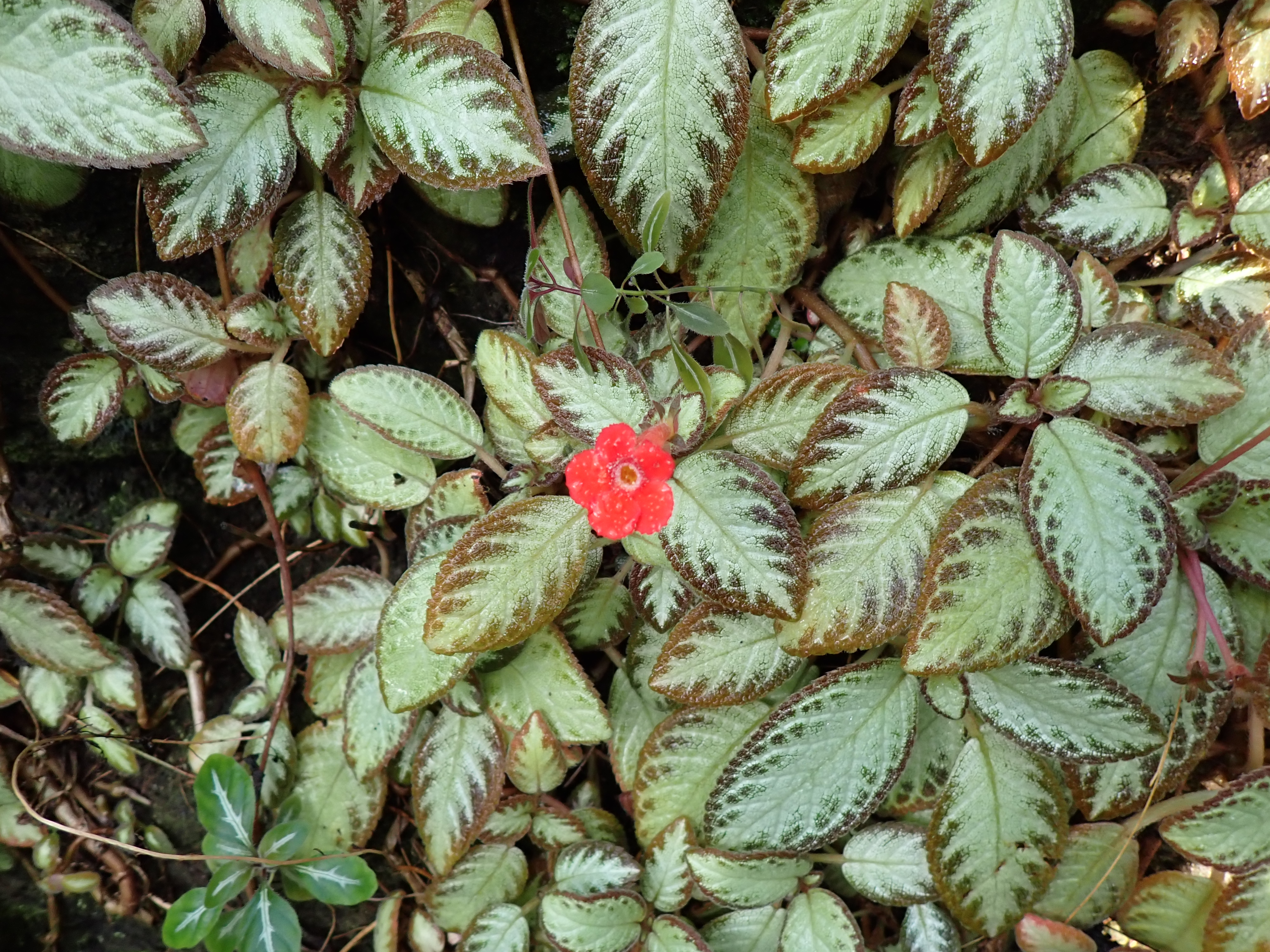
温室への植栽（2024年12月 板橋区立熱帯環境植物館）

ハイベニギリ（学名：Episcia cupreata）はイワタバコ科エピスシア属の多年生草本。
種小名は葉の銅色に由来する。イワタバコ科には珍しく、匍匐茎を出して無性繁殖する。

## 特徴
株全体が軟毛に覆われる。茎は柔らかく、短く直立し、下部で分枝して匍匐茎を出し、その先に子株をつけて群生する。葉は厚みがあり、長さ4–12 cmの楕円状卵形で、先は鈍く尖り、縁辺は低鋸歯縁で、長い葉柄をもち対生する。葉色は変異が多く、主に褐色を帯びた暗緑色で、葉脈付近が淡緑色となる他、中央部と葉脈に沿って銀白色の斑が入る品種もある。開花期は夏～秋で、葉腋から長い花茎を出し、橙赤色の花を咲かせる。花筒部は長さ2–3 cmほどで、花冠は小さく5裂し、各裂片は同長で丸い。

## 近縁種と園芸品種
以下の種も栽培される。本種および以下2種いずれも変異が多く、採集品に園芸品種名がつけられていることもあるとされる。
- エピスシア・リラキナ　E. lilacina
- エピスシア・レプタンス　E. reptans

園芸品種としては、昭和30年代に導入された強健な品種「アカジョウ」が最も普及している。この他に、「ブロンズ・アゲート」「フレア」「アンティーク・ベルベット」「チョコレート・ソルジャー」「フロスティ」「レモン・ライム」「ピンク・ブロケード」「テンプテーション」などの園芸品種がある。

## 分布と生育環境
中南米のパナマ～ブラジルにかけて分布する。半日陰の高温多湿環境を好む。

## 利用
観賞用、鉢植え。葉を鑑賞するが、灌水時に葉を濡らすと葉が傷むことがある。種子繁殖も可能だが、通常は匍匐茎の先にできる子株を用いる。高温期は挿し木も可能。初夏から秋の生長期はたっぷり水を与え、遮光して日焼けを防ぐ必要がある。蛍光灯などの人工光でも栽培可能で、日長は14–16時間の長めが良い。耐暑性はあるが耐寒性は弱く、7–10℃以下で枯死するが、用土の乾燥には強いので、低温期は乾燥気味に保てば10℃以下でも冬越し可能ともされる。